# Université nationale Taras-Chevtchenko de Kiev
L'université nationale Taras-Chevtchenko de Kiev (en ukrainien : Київський національний університет імені Тараса Шевченка, Kyïvs'kyï natsional'nyï ouniversitet imeni Tarassa Chevtchenka), souvent simplement appelée université de Kiev, est la principale université d'Ukraine.

## Historique
Fondée en 1834, sous le nom d'université Saint-Vladimir, elle porte aujourd'hui le nom de Taras Chevtchenko, poète, peintre et humaniste ukrainien.

## Appellations précédentes
- 1834-1919 : Université impériale Saint-Vladimir de Kiev (russe : Киевский Императорский университет святого Владимира, ukrainien : Київський Університет Святого Володимира)
- 1920-1926 : Institut supérieur Dragomanov d'éducation populaire (ukrainien : Вищий інститут народної освіти імені Михайла Петровича Драгоманова)
- 1926-1932 : Institut Dragomanov d'éducation populaire de Kiev (ukrainien : Київський інститут народної освіти імені Михайла Петровича Драгоманова)
- 1933-1939 : Université d'État de Kiev (ukrainien : Київський державний університет)
- 1939-1994 : Université d'État Taras-Chevtchenko de Kiev (ukrainien : Київський державний університет імені Тараса Григоровича Шевченка, КДУ)
- 1994-1999 : Université Taras-Chevtchenko de Kiev (ukrainien : Київський університет імені Тараса Шевченка, КУ)
- Depuis 1999 : Université nationale Taras-Chevtchenko de Kiev (ukrainien : Київський національний університет імені Тараса Шевченка, КНУ)

## Personnalités liées à l'université

### Professeurs
- Mykola Hnatovsky, juge à la CEDH.
- Nina Karpatchova, avocate et défenseur des droits Humaine.

### Étudiants
- Volodymyr Naoumenko (1852-1919), homme politique, lexicographe et ethnologue.
- Iryna Melnykova (1918-2010), historienne spécialiste de la Tchécoslovaquie.
- Myroslav Popovytch (1930-2018), historien et philosophe.
- Iryna Bekechkina (1952-2020), sociologue
- Hanna Youdkivska (1973-), avocate et juge.
- Julie Pelipas (1987-), Styliste ukrainienne.
- Alona Chkroum (1988-), avocate et députée.
- Eva Khadachi, traductrice et chanteuse.
- Maria Wittek (1899-1997), militaire polonaise

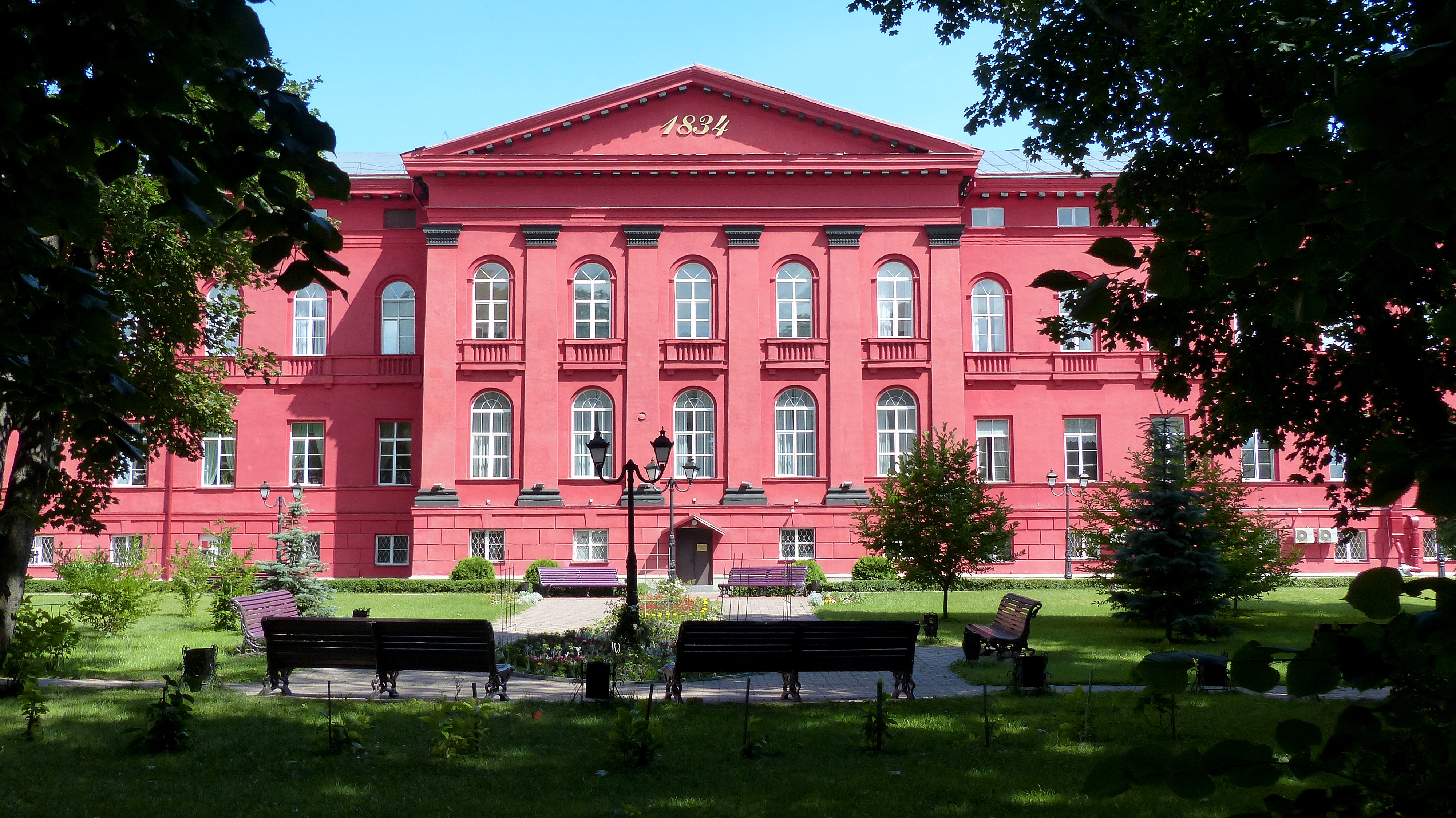
Le bâtiment rouge, classé[1].
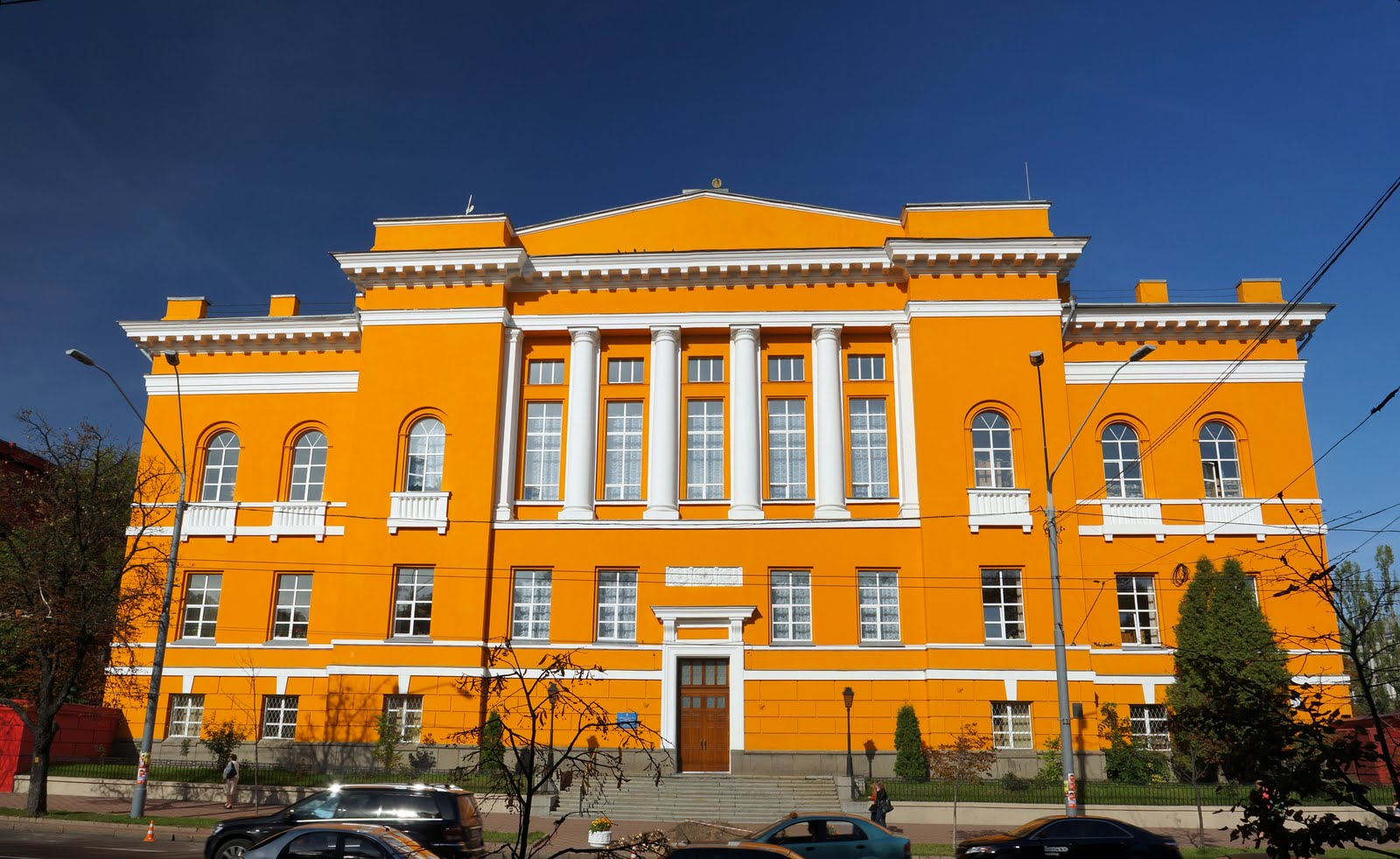
La bibliothèque, classée[2].
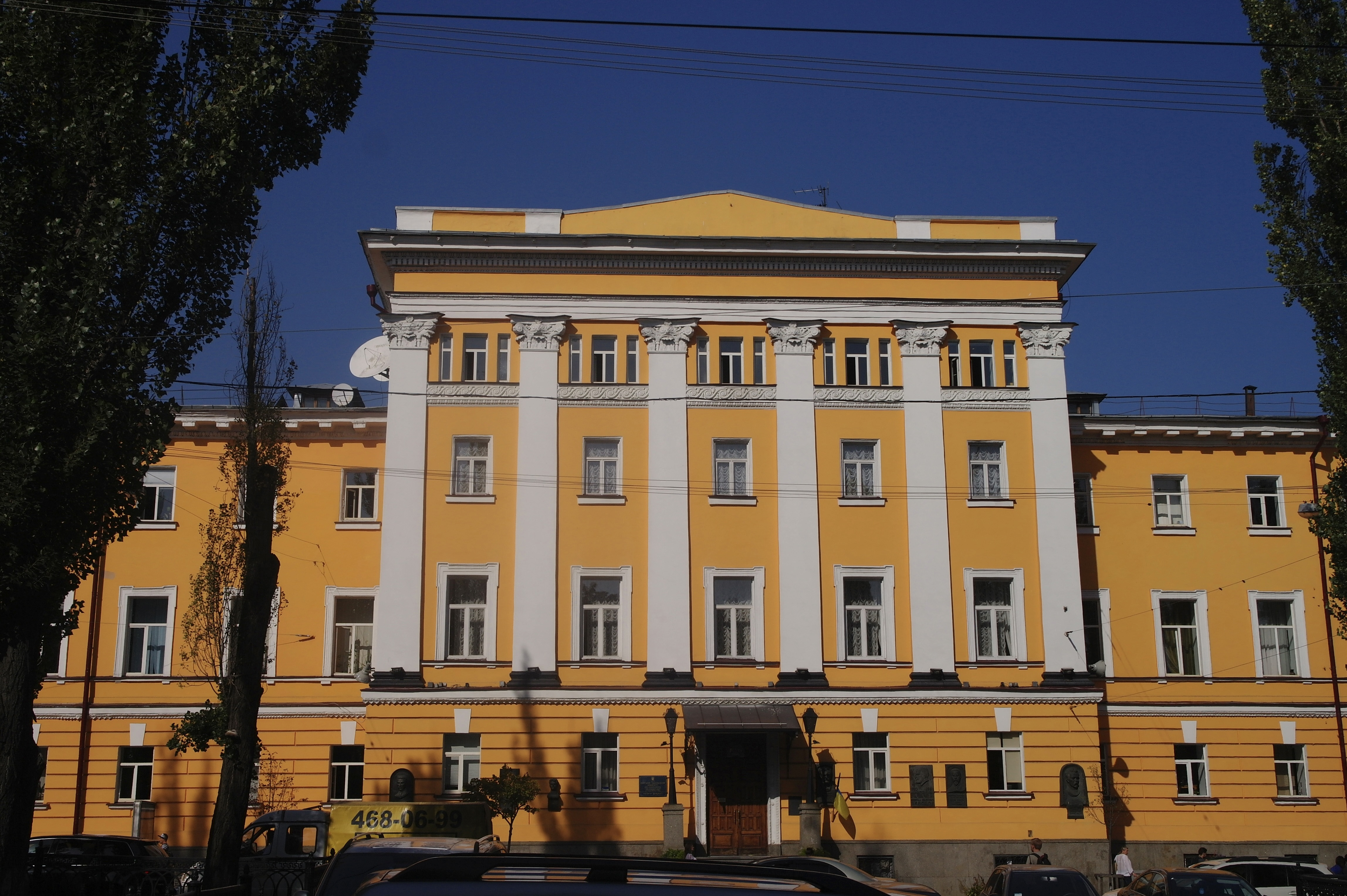
14 boulevard Chevtchenko, classé[3].

## Invasion par la Russie

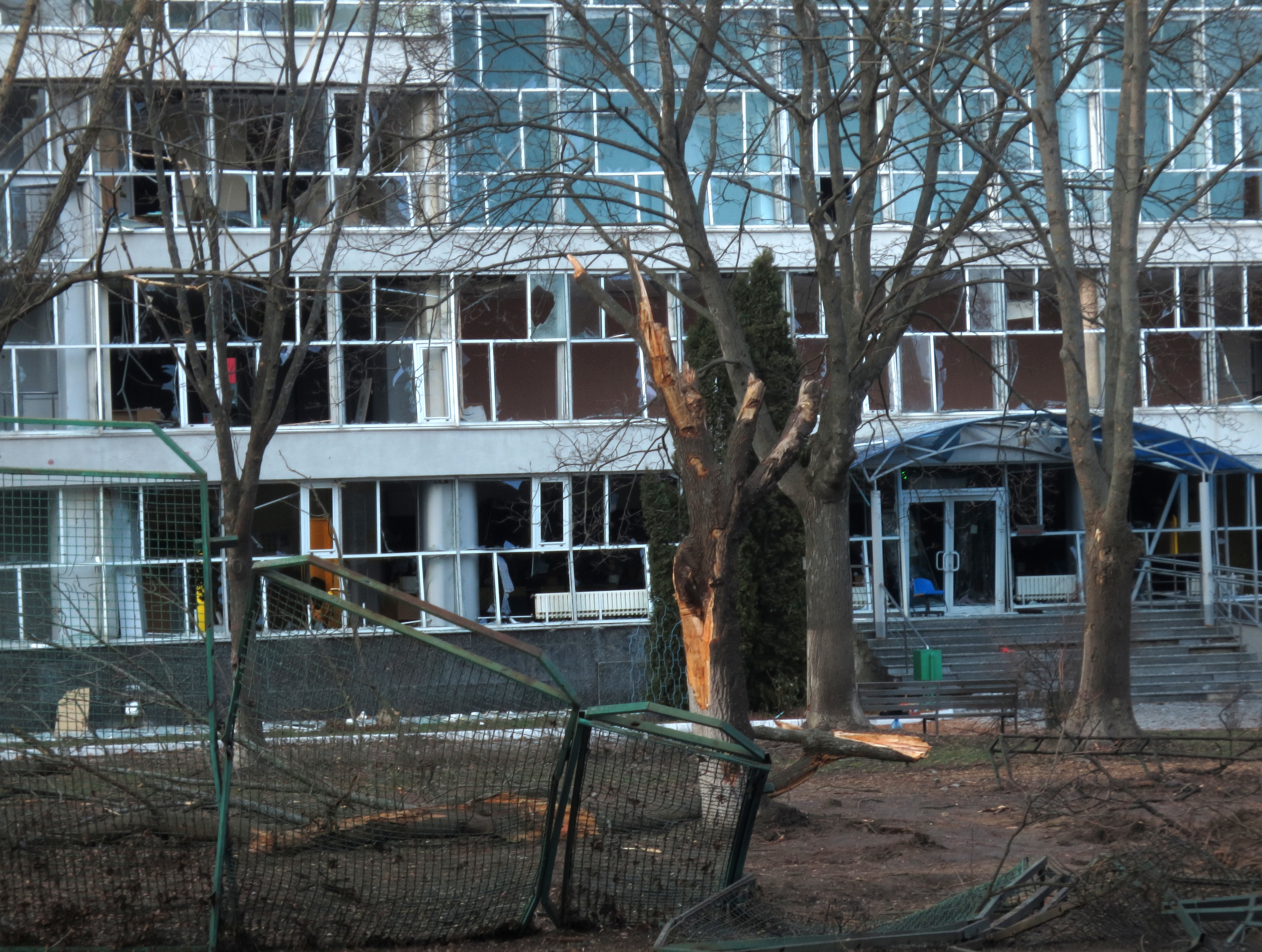
Dégâts d'un bombardement du 31 décembre 2022 sur le complexe sportif.

## Hommage
L'astéroïde (4868) Knushevia a été baptisé en l'honneur de l'université.